# Сенце
 Тази статия е за селото в Република България.  За селото в Република Северна Македония вижте Сенце (община Маврово и Ростуше).  
Сенце е село в Южна България. То се намира в община Момчилград, област Кърджали.

## География
Село Сенце се намира в планински район.

## История
До 1982 година селото е махала на село Нане.

## Население
Численост и дял на етническите групи според преброяването на населението през 2011 г.:
|                     | Численост | Дял (в %) |
| Общо                | 36        | 100,00    |
| Българи             | 0         | 0,0       |
| Турци               | 34        | 94,44     |
| Цигани              | 0         | 0,00      |
| Други               | 0         | 0,00      |
| Не се самоопределят | 0         | 0,00      |
| Неотговорили        | 2         | 5,55      |

## Религии
Населението на селото изповядва ислям.

## Обществени институции
Първото училище в селото е построено през 1957 г. Основно училище „Сабахаттин Али“. По-късно то е преименувано в ОУ „Васил Левски“. Закрито е през 1994 г.

## Редовни събития
Всяка година в края на месец септември (последната събота и неделя) се провежда традиционен събор – „Празник на планината“ (на турски: Dağ bayramı). Съборът се организира от селата Сенце, Кременец и Ралица.